# Gilliesieae
Gilliesieae es una tribu perteneciente a la subfamilia de las alióideas dentro de las amarilidáceas. Es la más variable de las tres tribus que componen la subfamilia, con 10-11 géneros que se distribuyen desde el sur de Estados Unidos y México hasta Argentina y Chile. Las flores pueden o no presentar corona, el androceo está compuesto por dos o tres estambres, pueden presentar estaminodios. Muestran de dos a muchos óvulos por carpelo. El embrión es corto y el número cromosómico más frecuente es x=4. Gilliesia, que es el género tipo, presenta flores fuertemente zigomorfas, con solo dos estambres, que mimetizan insectos para atraerlos y que faciliten la polinización. Schickendantziella, por otro lado, presenta solo tres tépalos. Finalmente,  name="APW">Stevens, P. F. (2001 en adelante). «Angiosperm Phylogeny Website (Versión 9, junio del 2008, y actualizado desde entonces)» (en inglés). Consultado el 12 de octubre de 2009.</ref>

## Géneros
Nothoscordum tiene estilos sólidos. Los restantes géneros que se incluyen en esta tribu son Ancrumia, Caloscordum, Erinna, Garaventia, Gethyum, Ipheion, Leucocoryne, Miersia, Milula, Muilla, Nectaroscordum, Solaria, Speea, Trichlora, Tristagma y Zoellnerallium.